# Elvis Grbac
Elvis M. Grbac (Cleveland, 13 agosto 1970) è un ex giocatore di football americano statunitense che ha giocato nel ruolo di quarterback per nove stagioni nella National Football League (NFL). Fu scelto nel corso dell'ottavo giro (219º assoluto) del Draft NFL 1993 dai San Francisco 49ers. Al college ha giocato a football all’Università del Michigan.

## Carriera professionistica
Grbac fu scelto nel corso dell'ottavo giro del draft 1993 dai 49ers, giocando come riserva di Steve Young dal 1994 al 1996. Nel 1997, Grbac firmò coi Kansas City Chiefs diventando il quarterback titolare. Statisticamente la sua miglior stagione fu nel 2000 quando passò 4.169 yard e 28 touchdown con un passer rating di 89,9 venendo convocato per il Pro Bowl.
Grbac giocò anche per i Baltimore Ravens prima di ritirarsi nel 2001 quando i Ravens lo tagliarono per rientrare nel salary cap e in seguito si rifiutarono di rinegoziare il suo contratto. Al momento del ritiro, Grbac stava trattando coi Denver Broncos, alla ricerca di una riserva per Brian Griese, ma alla fine preferì ritirarsi.
I Baltimore Ravens avevano appena vinto il Super Bowl quando Grbac sostituì il quarterback Trent Dilfer all'inizio della stagione 2001. Dopo aver firmato, Grbac si prese gioco di Dilfer in conferenza stampa affermando: "È il momento che qui arrivi un quarterback che portì carisma e un gioco verticale sui passaggi. Questa è un'ottima squadra. Io posso renderla ancora migliore." Grbac ebbe delle statistiche mediocri nei passaggi quell'anno, ma condusse comunque i Ravens a un record di 8-6 nella stagione regolare e a una vittoria nei playoff contro i Miami Dolphins prima di perdere nel secondo turno contro i Pittsburgh Steelers. Durante la stagione fu preso di mira e fischiato dai tifosi di Baltimore e criticato aspramente dalla stampa della città. Quando Grbac si infortunò a metà stagione e fu sostituito temporaneamente da Randall Cunningham, nei confronti di Grbac fu utilizzata come sfottò la frase "Elvis has left the building". Grbac fu male accolto anche al suo ritorno in campo dopo che Cunningham aveva vinto entrambe le partite giocate come titolare.

## L'"atleta più sexy" secondo People
Grbac fu nominato dalla rivista People "atleta più sexy" del 1998. Il giornalista Jeff Pearlman afferma che questo capitò a causa di un errore del fotografo, a cui era stato detto di fotografare "il quarterback dei Chiefs" ma che fotografò per errore Grbac invece del soggetto che avrebbe dovuto essere Rich Gannon.

## Vittorie e premi

### Franchigia
- Super Bowl : 1

San Francisco 49ers: Super Bowl XXIX
- National Football Conference Championship: 1

San Francisco 49ers: 1994

### Individuale
- Convocazioni al Pro Bowl: 1

2000
- Club delle 500 yard passate in una singola gara

## Statistiche
| Yard lanciate     | 16.789 |
| Touchdown         | 99     |
| Intercetti subiti | 81     |
| Passer rating     | 79,6   |